# (33157) Pertile
(33157) Pertile est un astéroïde de la ceinture principale.

## Description
(33157) Pertile est un astéroïde de la ceinture principale. Il fut découvert le 24 février 1998 à l'Observatoire d'Ondřejov par Petr Pravec. Il présente une orbite caractérisée par un demi-grand axe de 2,67 UA, une excentricité de 0,17 et une inclinaison de 13,1° par rapport à l'écliptique.

## Compléments